# Kim Yong-jun
Kim Yong-jun (ur. 19 lipca 1983 w Pjongjangu) – północnokoreański piłkarz występujący na pozycji pomocnika w klubie Pyongyang City.

## Kariera
Kim Yong-jun jest wychowankiem Pyongyang City. W 2006 roku wyjechał do Chin, do klubu Yanbian FC. Następnie w 2008 roku grał w Chengdu Blades. W 2009 roku powrócił do Pjongjang. W 2001 roku zadebiutował w reprezentacji Korei Północnej. Został powołany do kadry na Mistrzostwa świata 2010.